# Stephan Klenner-Otto
Stephan Klenner-Otto (* 3. Oktober 1959 in Kulmbach, Oberfranken) ist ein deutscher Künstler.

## Leben und Werk
Klenner-Otto absolvierte 1975–1979 eine Ausbildung zum Zeichner und Drucker. Bereits 1976 begann er mit Gruppen- und Einzelausstellungen. 1982 zog er nach Frickenhausen (Baden-Württemberg), es folgten 1990 Ausstellungen im Raum Stuttgart, Nordbayern, Thüringen und Wien. Er war 1993 Gründungsmitglied der Künstlergruppe „das müller bundt“ und drei Jahre später Mitinitiator des bundesweiten Kunstprojekts „26. April 1986“. Am 1. September 1996 zog er nach Neudrossenfeld um. Er trat 1998 als Initiator der Skulpturenausstellung Neudrossenfeld auf und war in diesem Jahr Kulturförderpreisträger. In den nächsten Jahren bestritt er zahlreiche Ausstellungen. 2005 war Klenner-Otto Mitorganisator der Caspar Walter Rauh – Ausstellung in St. Petri in Kulmbach, 2006 Mitorganisator und Aussteller der Thematica 2006 und zwei Jahre später der Thematica 2008.
Klenner-Otto zeichnet und radiert zu Themen wie Richard Wagner, Jean Paul, E.T.A. Hoffmann, Goethe sowie skurrile phantastische Erzählbilder. Er malt großflächige Formate für den profanen und klerikalen Raum, der Schwerpunkt seiner künstlerischen Tätigkeit liegt jedoch bei Radierungen zu literarischen Themen. Der in Kulmbach geborene Künstler, der dort einst Caspar Walter Rauh über die Schulter schaute, teilt dessen Vorliebe für das Hintergründige, Brüchige und Bizarre. Er malt und zeichnet frei fantasierte Köpfe, die dazu neigen, zum Horror-Kabinett der Verwüstungen und Verwünschungen zu werden. Bei den Berühmtheiten hält er sich diesbezüglich zurück, sieht man ab von seinem „Hoffmann (Suff)“ und einem Thomas Mann, der ihm zur deformierten Karikatur geriet. Aber nachdrücklich weist er seine Meisterschaft als fabulierender Gestalter von Physiognomien nach. 1998 erhielt Klenner-Otto den Kulturförderpreis des Landkreises Kulmbach.

2024 würdigte Elke Riemer-Buddecke in ihrem Werk, in dem sie Illustrationen von über 900 Künstlern zu E. T. A. Hoffmann und dessen literarischem Werk vorstellt, das Wirken Klenner-Ottos zu diesem Schriftsteller wie folgt:
"Von Klenner-Otto stammen, soweit erfasst, allein 33 Hoffmann-Porträts. Er neigt dazu, Hoffmann als zerrissene, selbstzerstörerische Persönlichkeit darzustellen, was die Farblitographie von 2003 eindringlich spiegelt... Das Doppelporträt mit E. T. A. hoffmann und einem Selbstbildnis des Künstlers demonstriert die Nähe zwischen beiden, ihre zerfurchten Gesichter spiegeln, so scheint es, ein schwieriges Leben. Beide Künstler - E. T. A. Hoffmann links und Klenner-Otto rechts - sehen sich ähnlich. Absicht?"

## Ausstellungen und Werke
1997
- 1. Holtzdruck-Ausstellung, Lukas No 2 im Frankenwaldgymnasium, Katzwanger Kulturzentrum
- Casino-Galerie der BAT

1998
- Ausstellungen in Oberfranken, Berlin und Baden-Württemberg

1999
- Altarbild für die St.Georgskirche, Frickenhausen-Linsenhofen
- Ausstellungen in Hof, Pegnitz, Waischenfeld

2000
- Jean Paul Kalender und Jean Paul Radierungen
- Verschiedenste Ausstellungen zu Jean Paul zum Beispiel im Historischen Museum Bayreuth und der Uni Würzburg
- Radierungen zu ETA Hoffmann in der Galerie Fischer

2001
- Radierzyklus zu Richard Wagners „Der Ring des Nibelungen“ in der Galerie Meier

2002
- Radierzyklus zu Wagners Ring am Goethe-Institut Dublin und zu Wagners Ringsymposium an der Uni Limerick
- Ausstellung in Berlin-Lichtenberg zu E.T.A. Hoffmann und Jean Paul
- Ausstellung im Hoffmannmuseum Bamberg
- Jubiläumsausstellung über Kulmbach
- Kreuzbilderausstellung in Frickenhausen

2003
- Radierzyklus zur Passion, verschiedene Ausstellungen im deutschsprachigen Raum

2004
- Illustration zu „Rat Krespel“ von ETA Hoffmann (Verlag Serapion vom See)
- Künstlergruppe Arte Vista Ausstellungen: Villa Wertheimstein in Wien und Giechburg (Kreis Bamberg)
- weitere Einzelausstellungen im deutschsprachigen Raum

2005
- Ausstellungen im deutschsprachigen Raum
- Altarbild für die Kirchengemeinde Altenplos
- Mappe mit Farbradierungen – Luftschiffereien

2006
- Illustrationen zum Sandmann von ETA Hoffmann
- Symposium in Neumarkt an der Raab und verschiedenste Ausstellungen im Rahmen von Focus Europa

2007
- Ausstellung im Goetheinstitut in Glasgow und verschiedenste Ausstellungen im Rahmen von Focus Europa
- Mappe mit Radierungen ‚prominente Köpfe’

2008
- Buchveröffentlichung ‚Der Sandmann’ von ETA Hoffmann
- verschiedenste Illustrationen zu Texten/ Gebrüder Grimm, Ror Wolf, Caspar Walter Rauh…

2009
- Ausstellung in der Alfred Kubin Galerie „Elixiere des Teufels“ im E.T.A.-Hoffmann-Haus
- Kubin/Rauh/Klenner-Otto in der Villa Dessauer in Bamberg

2010
- Villa Dessauer/Bamberg, Deutsches Grafikmuseum/Bad Steben, Akademie der Wissenschaften/Berlin

## Preise und Auszeichnungen
- 1998: Kulturförderpreis des Landkreises Kulmbach
- 2011: Künstler des Monats Mai der europäischen Metropolregion Nürnberg
- 2015: Kulturpreis der Oberfrankenstiftung

## Mitgliedschaften
BBK Oberfranken Künstlergruppe, „das müller bundt“,
Kunstverein Hof e.V.,
Kunstverein Bamberg e.V.,
E.T.A. Hoffmann-Gesellschaft,
Jean-Paul-Gesellschaft,
Kulmbacher Literaturverein

## Arbeiten im öffentlichen Raum und Besitz
- Frickenhausen-Linsenhofen, St. Georgskirche, Golgatha-Kirchenbild
- Altenplos, Kirchengemeinde Neudrossenfeld/Altenplos, Altarbild
- Staatsbibliothek Bamberg, Radierzyklen zu E.T.A. Hoffmann